# Чаранг (Хангаласский улус)
Чара́нг (якут. Чараҥ) — село в Хангаласском улусе Республики Саха (Якутия) России. Входит в состав Бестяхского наслега.

## География
Село находится на юге центральной части Якутии, в левобережной части долины реки Лена, на расстоянии примерно 13 км (по прямой) к западу-юго-западу (WSW) от города Покровск, административного центра улуса.
Климат
Климат характеризуется как резко континентальный. Средняя температура воздуха самого тёплого месяца (июля) составляет 19 °C; самого холодного (января) — −40 °C. Среднегодовое количество атмосферных осадков составляет 200—350 мм.
Часовой пояс
Село Чаранг находится в часовой зоне МСК+6. Смещение применяемого времени относительно UTC составляет +9:00.

## Население
| 2002 | 2010 | 2021 |
| ---- | ---- | ---- |
| 83   | ↘72  | ↘23  |

Половой состав
По данным Всероссийской переписи населения 2010 года, в гендерной структуре населения мужчины составляли 54,2 %, женщины — соответственно 45,8 %.
Национальный состав
Согласно результатам переписи 2002 года, в национальной структуре населения якуты составляли 72 % из 83 чел.

## Улицы
Уличная сеть села состоит из двух улиц (Лесная и Михайлова).